# Pop Screen
Pop Screen és un vídeo que compila tots els videoclips promocionals realitzats per la banda R.E.M. en l'època dels àlbums Document i Green. Es va publicar l'1 de juliol de 1990 en format VHS, en format DVD el 22 d'agost de 2000, i posteriorment, en format Blu-ray, tots tres sota el segell Warner Bros..
El vídeo té una durada de 35 minuts, a banda dels videoclips pertanyents als àlbums Document i Green, també hi van incloure el videoclip de «Talk About The Passion», de l'àlbum Murmur, i la versió no censurada de «Pop Song 89», que mostrava tres dones ballant fent topless, i que fou censurada pel canal MTV. L'objectiu d'aquesta publicació fou promocionar la compilació Eponymous, que van publicar entre Document i Green.

## Llista de cançons
Totes les cançons foren escrites i compostes per Bill Berry, Peter Buck, Mike Mills i Michael Stipe.
1. «The One I Love»
2. «It's the End of the World as We Know It (And I Feel Fine)»
3. «Finest Worksong»
4. «Talk About the Passion»
5. «Orange Crush»
6. «Stand»
7. «Turn You Inside-Out»
8. «Pop Song 89»
9. «Get Up»
10. Credits